# Hov, Krokoms kommun
Hov är kyrkbyn i Alsens socken i Krokoms kommun i Jämtland. 
Hov är en av Alsens äldsta byar, belägen vid Alsensjön. I slutet av 1100-talet flyttades Alsens kyrka från socknens västra del till Hov. Byn har antagligen fått sitt namn från ett tidigare asatempel eller en offerplats (ett gudahov). 
År 1879 byggdes socknens första folkskola i Hov.